# AEG B.II
Die AEG B.II war ein zweisitziges unbewaffnetes Aufklärungsflugzeug und das Nachfolgemodell der AEG B.I. Es kam Ende 1914 heraus. Die B.II war ein zweistieliger (das Vorgängermodell war dreistielig) Doppeldecker mit einem Mercedes-D.II Reihenmotor. Die Zelle bestand aus einem leinwandbespannten Rahmen aus Holz und Stahlrohr.
Die B.II sollte zwar eine verbesserte Version des Vorgängers B.I darstellen, jedoch wurden die Hauptschwachpunkte, nämlich der ungünstig eingebaute Motor und die ebenfalls aerodynamisch unglücklich angebrachten Kühler, nicht beseitigt.
So wurde das Modell von der Luftwaffe nur in geringer Stückzahl in den Jahren 1914 bis 1915 eingesetzt, und seine geringe Geschwindigkeit und die mangelnde Panzerung führte dazu, dass das Flugzeug bald außer Dienst gestellt wurde.
Das Nachfolgemodell war die AEG B.III.

## Technische Daten AEG B.II
| Kenngröße             | Daten                                                                                         |
| --------------------- | --------------------------------------------------------------------------------------------- |
| Besatzung             | 2                                                                                             |
| Länge                 | 10,50 m                                                                                       |
| Spannweite            | 14,50 m                                                                                       |
| Höhe                  | 3,10 m                                                                                        |
| Flügelfläche          | 44,00 m²                                                                                      |
| Leermasse             | 650 kg                                                                                        |
| Triebwerk             | ein wassergekühlter 6-Zylinder-Reihenmotor Mercedes D II mit 120 PS (ca. 90 kW) Startleistung |
| Höchstgeschwindigkeit | 110 km/h in NN                                                                                |
| Bewaffnung            | –                                                                                             |